# Качели (памятник, Старый Оскол)
Памятник детям войны «Качели» — открытая в 2014 году в Старом Осколе скульптурная жанровая композиция, посвящённая детям Великой Отечественной войны.

## История
Памятник «Качели» был установлен в Старом Осколе по инициативе депутата Государственной Думы Сергея Муравленко. Его макет был представлен горожанам в январе 2014 года. Проект был выбран конкурсной комиссией, которую возглавили губернатор Белгородской области Евгений Савченко и начальник областного управления культуры. Авторство проекта памятника принадлежит коллективу города Жуковского Московской области (мастерской «Лит Арт»): скульпторам Захару Карамяну и Денису Мельникову, архитекторам Андрею Шипунову и Константину Ашихмину.
11 июля 2014 года в микрорайоне Макаренко Старого Оскола состоялось торжественное открытие памятника. Символическую красную ленту у скульптурной композиции «Качели» перерезали глава администрации Старооскольского городского округа Александр Гнедых, депутат Госдумы Сергей Муравленко и председатель Совета ветеранов Старооскольского городского округа Владислав Полковницын.

## Описание
Отлитая из бронзы в Мытищах скульптура высотой чуть больше трёх метров размещена на небольшом гранитном постаменте.
Композиция представлена в жанровой реалистичной манере и направлена на ощущение сопричастности детских мгновений в нелёгкое военное время. Памятник выполнен в виде качелей, привязанных к дулу искорёженной пушки. На них качается мальчик, а рядом стоит девочка в не по размеру большой и потрёпанной одежде.